# Benthopecten huddlestonii
Benthopecten huddlestonii är en sjöstjärneart som först beskrevs av Alcock 1893.  Benthopecten huddlestonii ingår i släktet Benthopecten och familjen nålsjöstjärnor. Inga underarter finns listade i Catalogue of Life.